# الدوري الكويتي 2006–07
أقيمت بطولة الدوري الكويتي الخامسة والأربعون في موسم 2006/2007، وقد أقيمت البطولة من نظام الدوري بذهاب وإياب، وقد توج نادي الكويت بطلا للدوري للمرة التاسعة في تاريخه بعد أن تغلب على نادي كاظمة بالمباراة الفاصلة، ولأول مرة يستطيع نادي الكويت أن يحقق لقب الدوري مرتين متتاليتين، ولم يتحدد حتى الآن الفريق الذي سيهبط إلى دوري الدرجة الأولى حيث تعادل نادي التضامن الكويتي مع نادي العربي الكويتي بالنقاط، ويشير قانون الإتحاد الكويتي لكرة القدم بأنه يجب أن يلعبوا مباراة فاصلة لتحديد الفريق الهابط، ولكن نادي العربي الكويتي رفع شكوى إلى الإتحاد الأسيوي لكرة القدم لأنه يرفض لعب هذه المباراة لأنه متفوق على نادي التضامن الكويتي بفارق الأهداف، وفي 3 سبتمبر 2007 أعلن الإتحاد الكويتي لكرة القدم بأن المباراة الفاصلة لن تلعب، وسيكون الدوري في موسم 2007/2008 يضم 9 فرق بشكل أستثنائي.

## ترتيب الفرق
| الفريق                | لعب | فاز | تعادل | خسر | له | عليه | النقاط |
| --------------------- | --- | --- | ----- | --- | -- | ---- | ------ |
| نادي الكويت           | 14  | 10  | 2     | 2   | 23 | 8    | 32     |
| نادي كاظمة            | 14  | 10  | 2     | 2   | 24 | 12   | 32     |
| نادي السالمية         | 14  | 10  | 1     | 3   | 33 | 15   | 31     |
| نادي القادسية الكويتي | 14  | 8   | 1     | 5   | 27 | 19   | 25     |
| نادي الساحل الكويتي   | 14  | 3   | 3     | 8   | 14 | 31   | 12     |
| نادي العربي الكويتي   | 14  | 1   | 6     | 7   | 11 | 21   | 9      |
| نادي التضامن الكويتي  | 14  | 2   | 3     | 9   | 15 | 28   | 9      |
| نادي الفحيحيل         | 14  | 2   | 2     | 10  | 8  | 21   | 8      |

### المباراة الفاصلة التي تحدد بطل الدوري
- نادي الكويت × نادي كاظمة (0:2)

### المباراة الفاصلة التي تحدد من سيهبط
- نادي التضامن الكويتي × نادي العربي الكويتي
- ألغيت

## هداف البطولة
- بشار عبد الله (السالمية) 10 أهداف.

## أرقام من البطولة
- أكثر الفرق تحقيقا للفوز هم نادي الكويت ونادي كاظمة ونادي السالمية بعشرة انتصارات.
- أقل الفرق تحقيقا للفوز هو نادي العربي الكويتي بفوز واحد.
- أكثر الفرق تحقيقا للتعادل هو نادي العربي الكويتي بستة تعادلات.
- أقل الفرق تحقيقا للتعادل هو نادي القادسية الكويتي بتعادل واحد.
- أكثر الفرق تعرضا للخسارة هو نادي الفحيحيل بعشرة هزائم.
- أقل الفرق تعرضا للخسارة هما نادي الكويت ونادي كاظمة بهزيمتين.
- أكثر الفرق تسجيلا للأهداف هو نادي السالمية 33 هدف.
- أقل الفرق تسجيلا للأهداف هو نادي الفحيحيل 8 أهداف.
- أكثر الفرق استقبالا للأهداف هو نادي التضامن الكويتي ب28 هدف.
- أقل الفرق استقبالا للأهداف هو نادي الكويت ب8 أهداف.